# Костін Іван Дмитрович
Іван Дмитрович Костін (21 жовтня 1931, село Велика Алексєєвка Ізбердеєвського району, тепер Тамбовської області Російська Федерація — ?) — український радянський партійний діяч. Депутат Верховної Ради УРСР 11-го скликання. Член ЦК КПУ в 1986—1990 р.

## Біографія
Народився в селянській родині. У вересні 1948 — серпні 1952 року — учень Воронезького авіаційного технікуму імені Чкалова.
У серпні 1952 — вересні 1953 року — технік відділу головного технолога, у вересні 1953 — жовтні 1954 року — технолог цеху, у жовтні 1954 — березні 1961 року — старший технолог Запорізького моторобудівного заводу (поштова скринька № 18).
У 1959 році без відриву від виробництва закінчив вечірнє відділення Запорізького інституту сільськогосподарського машинобудування, інженер-механік.
Член КПРС з вересня 1960 року.
У березні 1961 — жовтні 1963 року — начальник технічного відділу, у жовтні 1963 — вересні 1965 року — заступник секретаря партійного комітету Запорізького моторобудівного заводу (поштова скринька № 18).
22 вересня 1965 — 4 червня 1966 року — 2-й секретар Шевченківського районного комітету КПУ міста Запоріжжя. 4 червня 1966 — 9 січня 1970 року — 1-й секретар Шевченківського районного комітету КПУ міста Запоріжжя.
9 січня 1970 — 24 грудня 1975 року — завідувач відділу оборонної промисловості Запорізького обласного комітету КПУ.
У грудні 1975 — 1984 року — заступник завідувача відділу оборонної промисловості ЦК КПУ. У 1984 — 1988? роках — 1-й заступник завідувача відділу оборонної промисловості ЦК КПУ.
Потім — на пенсії в місті Києві. Голова Ради ветеранів Запорізького земляцтва у Києві.

## Нагороди
- орден Жовтневої Революції
- два ордени Трудового Червоного Прапора (1971,)
- орден «Знак Пошани» (1966)
- медаль «За доблесну працю. В ознаменування 100-річчя з дня народження Володимира Ілліча Леніна» (1970)
- медалі
- Почесна грамота Президії Верховної Ради Української РСР
- лауреат Державної премії Української РСР в галузі науки і техніки